# بسام دكاك
بسام دكاك ممثل سوري، و هو ابن أخ الممثل السوري الراحل حسن دكاك.

## حياته الشخصية
تعرض دكاك الذي عمل كمختار لحي دف الشوك للسجن 18 شهراً منذ منتصف عام 2013 وتعرض للتعذيب في سجن الخطيب لمساعدته الثوار إبان اندلاع الحرب الأهلية السورية، وبعدها أصبحت مشاركته قليلة في الأعمال الفنية.

## أعماله

### من المسلسلات
- قمر شام  إنتاج عام 2013  بدور فواز
- عمر  إنتاج عام 2012  بدور الوليد بن عتبة
- الغفران  إنتاج عام 2011
- أسعد الوراق  إنتاج عام 2010  بدور أبو ناصر
- وراء الشمس  إنتاج عام 2010
- أبو جانتي 1  إنتاج عام 2010
- الدبور  إنتاج عام 2010  بدور عزات
- بطل من هذا الزمان 1999 بدور ياسين
- زمن العار  إنتاج عام 2009  بدور سامح
- تحت المداس  إنتاج عام 2009  بدور أبو مازن
- الدوامة  إنتاج عام 2009
- ليس سرابا  إنتاج عام 2008  بدور إيهم
- بيت جدي  إنتاج عام  2008  بدور زهير
- بهلول أعقل المجانين  إنتاج عام 2008
- رجل الانقلابات  إنتاج عام 2007
- ضل أمرأه  إنتاج عام 2007
- كسر الخواطر  إنتاج عام 2006
- باب الحارة الجزء الأول  إنتاج عام 2006  بدور أبو علي الفلسطيني
- أحزان مريم  إنتاج عام 2006
- رجاها  إنتاج عام 2005
- مرزوق على جميع الجبهات  إنتاج عام 2004
- زمان الصمت  إنتاج عام 2003
- ليل المسافرين  إنتاج عام 2000
- حي المزار  إنتاج عام 1999
- رجال العز》إنتاج عام 2011
- أهل الراية》إنتاج عام 2008

### من الأفلام
- صباح الليل إنتاج عام 2008

## وصلات خارجية
- بسام دكاك على موقع IMDb (الإنجليزية)
- بسام دكاك على موقع قاعدة بيانات الأفلام العربية